# Rivoli (métro de Turin)
Pour les articles homonymes, voir Rivoli (homonymie).
Rivoli est une station de la ligne 1 du métro de Turin, située corso Francia, la plus longue avenue de Turin, au croisement de la piazza Rivoli et du Corso Vittorio Emanuele II.